# 1927-es nagyváradi pogrom
Az 1927-es nagyváradi pogrom vagy nagyváradi pogrom egy 1927. december 5-6. között végrehajtott zsidóellenes pogrom volt Nagyvárad városában a román diákság által. A pogromnak nem volt halálos áldozata, azonban több száz nagyváradi épület súlyosan megsérült. A legnagyobb kárt a zsidó üzletek illetve a zsinagógák szenvedték.

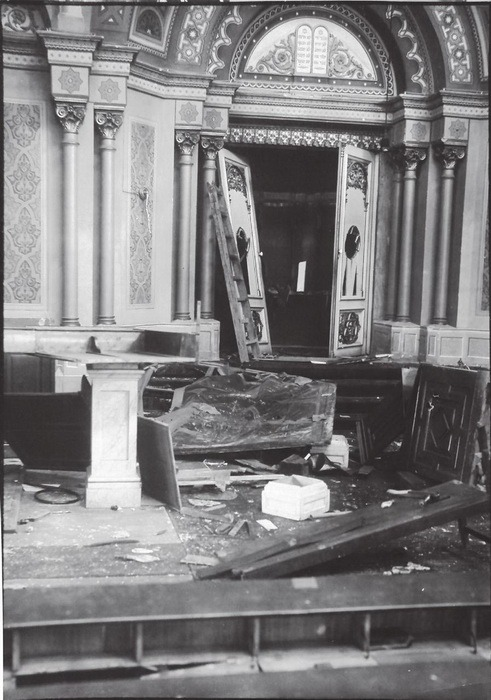
A nagyváradi neológ zsinagóga berendezése a pusztítások után

## Előzmények
Románia területén a 20-as évek során rohamosan kezdtek elterjedni az antiszemita eszmék a polgárság és főleg a diákság között. Románia területén számos kisebb pogrom és zsidóellenes megnyilvánulás történt, például az 1923-s Iașii pogrom, ahol több mint 60 személy szenvedett súlyos sérülést, az 1924-es jószáshelyi zsidó imaház felrobbantása és az 1926-os merénylet Falik Dávid ellen. Egyik esetben sem ítéltek el egyetlen személyt sem, még a merénylet esetében sem ahol a gyilkost, Totut bíróság elé állították ami felmentette őt. A tárgyaláson részt vett több száz diák és fasiszta vezér mint Alexandru C. Cuza. Miután az esküdtszék felmentette Totut, a résztvevő diákok örömükben megverték az összes zsidót, akivel összefutottak. Ezek után egyes román újságok hősként ünnepelték Totut, aki később tagja lett a vasgárdának és további atrocitásokat rendezett.
A román vezetőség eldöntötte, hogy az 1927-es diákkongresszust Nagyváradon fogják tartani, ahol a lakosság 24,5% zsidó volt. A helyi képviselők erősen tiltakoztak, mivel egyértelmű volt, hogy ez borzalmakhoz fog vezetni. Eleinte a sajtónak pozitív hozzáállása volt, a Nagyváradi Napló jelentette, hogy “meggyőződésünk, hogy az intelligens ifjúságot mindenki szívesen látja vendégül”. 

## A pogrom
A 4500 fős diáktömeg Románia minden részéről december 4-én érkezett Nagyváradra. A nagyváradi kaszárnyákban nem volt elég hely elszállásolni a diákokat, ezért sokan nagyváradi polgároknál szálltak meg. A rendőrség megvizsgálta a polgárság házait és megállapította, hogy melyekben lesznek elszállásolva a diákok.
Másnap, hétfőn, reggel a diákok egy gyűlést szerveztek, ahova nem engedték be a helyi sajtót. Egy Fleischer nevezetű váradi újságírónak mégis sikerült behatolnia a gyűlésre ahol a numerus clausus antiszemita törvény bevezetéséről volt szó. Miután Fleischert felfedezték megverték, de ő kisebb sérülésekkel megmenekült. A felmérgelődött diákság megtámadta a Nagyvárad szerkesztőségét, de a vasredőnyök megakadályozták a bejutásukat, azonban az ablakokat és a cégtáblát bezúzták. Délután a Royal kávéház körül erőszakos tüntetést szerveztek, ahol ismét ablakokat és cégtáblákat zúztak be. A tüntetés közben megtámadták Veiszlovich Emilt, a híres Park szálló tulajdonosát. Veiszlovichot a magyarországi lapok halottnak jelentették, de túlélte a támadást súlyos koponyatöréssel.

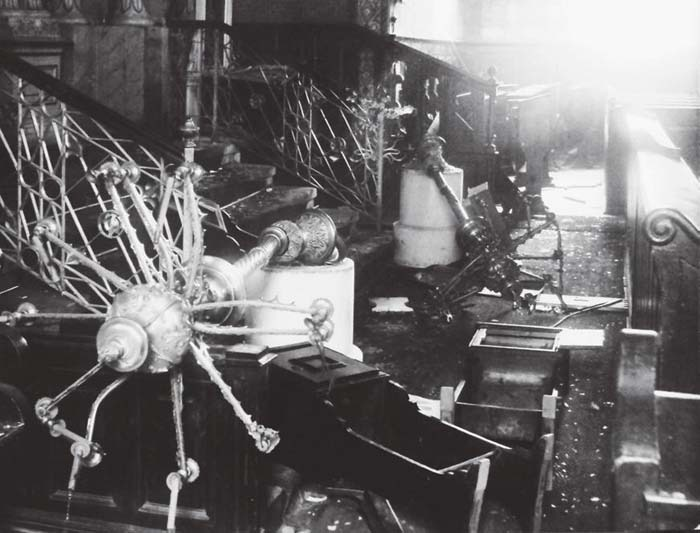
A zsinagógák szenvedték a legnagyobb károkat

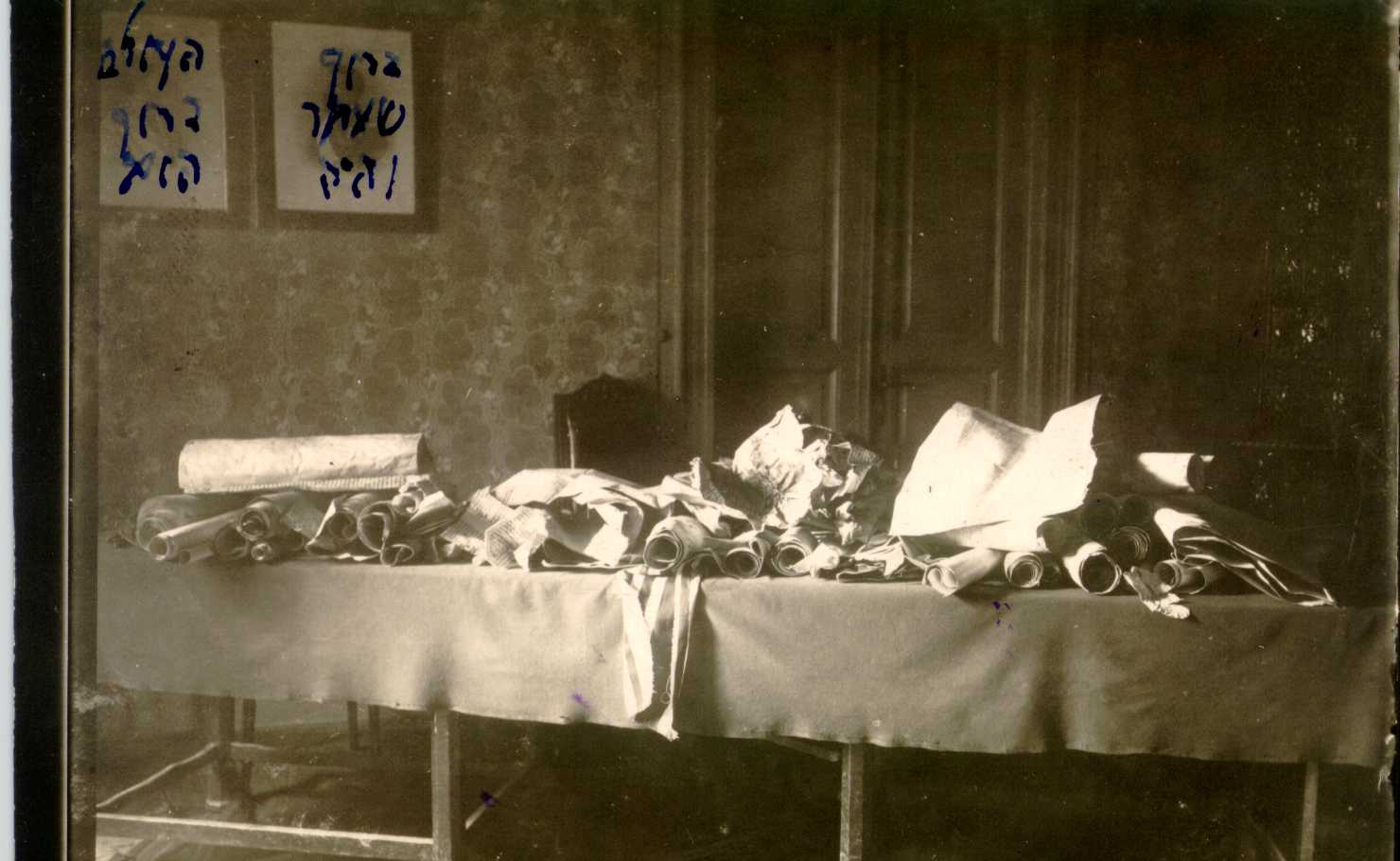
Szétszaggatott tóra tekercsek a pusztítások után.

Kedden a hatóságok megpróbálták kordában tartani a felvadult diákságot, azonban nem volt a nagyváradi csendőrségnek elegendő erőforrása, hogy ezt végrehajtsa. Éjszaka újabb vérest tüntetést szerveztek, ezúttal a Fő utcán szinte minden üzletet, kávéházat és magánházat kiraboltak és bezúztak és a zsinagógákat megtámadták 390 üzlet károsult meg és a 48 szent tóra tekercs pusztult el. A nagyváradi lakosság csak másnap reggelt fedezte fel a károkat, amikor a katonaság beavatkozott és elkísérte a diákokat az állomásra. A hatóságok azt a hibát követték el, hogy nem küldtek felvigyázatot a vonatokra, amit a diákok eltérítettek és további pusztításokat okoztak Kolozsváron.

### A cenzúra
A nagyváradi sajtó egyáltalán semmi különöset nem jelentett egészen csütörtökig, és csupán pénteken írtak róla részletesen. Pénteken a Nagyváradi Napló azt jelentette, hogy "rajtunk kívül álló okokból nem számolhattunk be a diákkongresszus három napjának eseményéről". Ezek után is a nagyváradi sajtó erősen cenzúrázva volt.

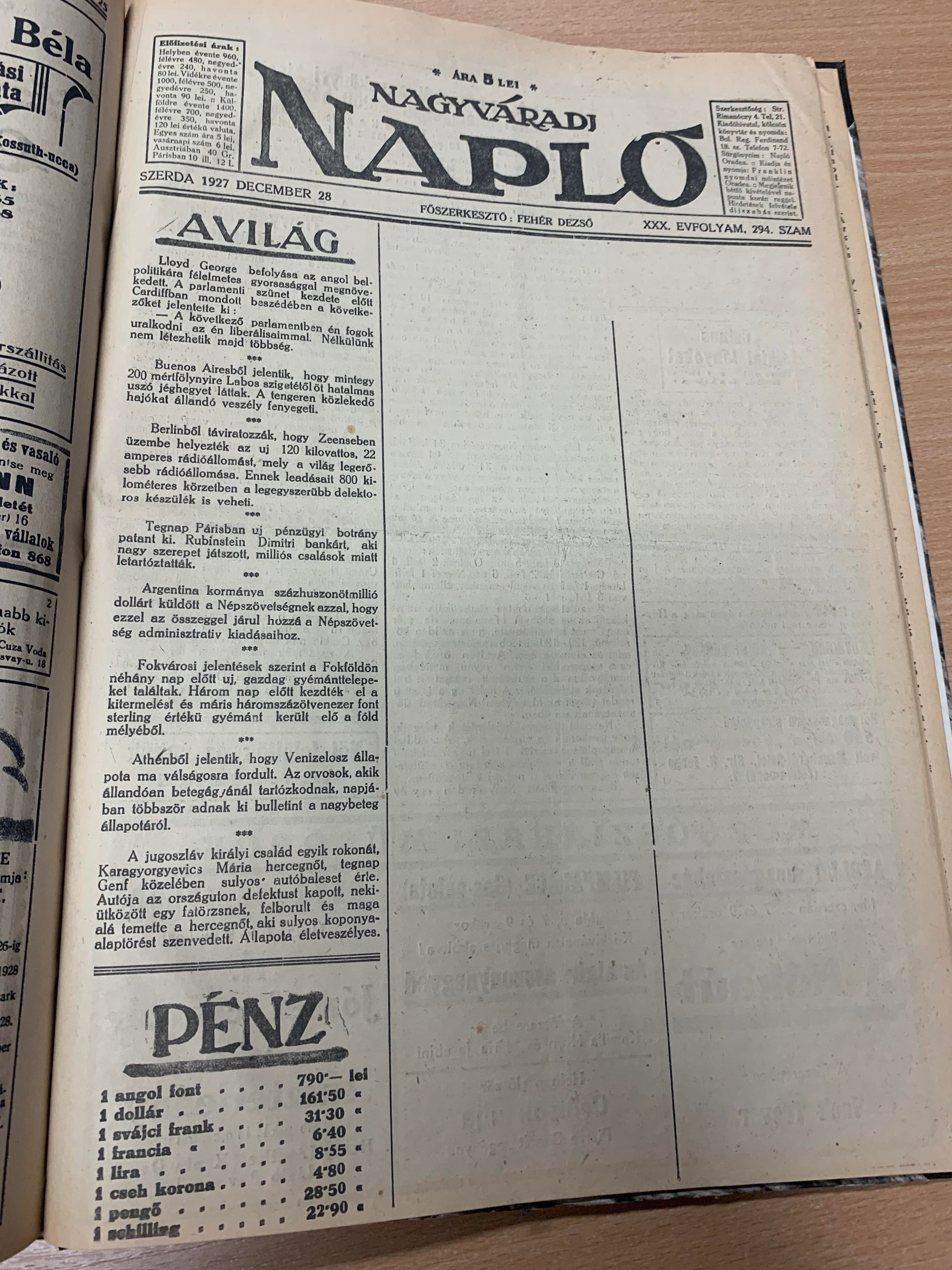
Cenzúra a váradi sajtóban

A telefon illetve távirat összeköttetéseket elvágták, így a magyar sajtó több napig erősen túlzott híreket tett közzé.

## Következmények
A károkat 6,5 millió lej értékre becsülték. Lobonțiu prefektus erős megtorlást ígért, bár a hatóságok nagyon gyenge választ adtak; nem indítottak eljárást egyetlen támadó ellen sem. Lobonțiut és Bunescu rendőrprefektust eltávolították a pozíciójukból, azonban Bunescu azt állította, hogy a katonaság parancsai szerint a rendfenntartást átadtak az ő kezükbe.
Az esemény nemzetközi szinten is releváns volt, a hírek eljutottak az Egyesült Államok külügyminiszteréhez, Frank B. Kellogghoz illetve Sir Eric Drummondhoz, a Nemzetek Szövetsége főtitkárához.